# كليف ستاندين
كليف ستاندين (بالإنجليزية: Clive Standen)‏ هو ملاكم تايلندي وممثل أيرلندي، ولد في 22 يوليو 1981 في المملكة المتحدة. بدأ مشواره المهني سنة 2004.

## أعمال

### أفلام
- (2015) ايفرست

### مسلسلات
- فايكنغز
- كاميلوت

## وصلات خارجية
- كليف ستاندين على موقع IMDb (الإنجليزية)
- كليف ستاندين على موقع ألو سيني (الفرنسية)
- كليف ستاندين على موقع أول موفي (الإنجليزية)
- كليف ستاندين على موقع قاعدة بيانات الفيلم (الإنجليزية)
- كليف ستاندين على موقع كينوبويسك (الروسية)